# Seznam zelenohorsko-gorzowských biskupů a administrátorů
Toto je seznam administrátorů gorzowských (1945-1972), biskupů gorzowských (1972-1992) a biskupů zelenohorsko-gorzowských (od 1992)
| (Apoštolští) Administrátoři gorzowští (1945-1972)                           | (Apoštolští) Administrátoři gorzowští (1945-1972) | (Apoštolští) Administrátoři gorzowští (1945-1972)                                                                                              |
| --------------------------------------------------------------------------- | ------------------------------------------------- | --- |
| Edmund Nowicki                                                              | 15. 8. 1945 - 26. 1. 1951                         | (apoštolský) administrátor |
| Tadeusz Załuczkowski                                                        | 27. 1. 1951 - 19. 2. 1952                         | kapitulní vikář |
| Zygmunt Szelążek                                                            | 15. 3. 1952 - 6. 12. 1956                         | kapitulní vikář |
| Teodor Bensch                                                               | 6. 12. 1956 - 7. 1. 1958                          | administrátor; pomocný biskup hnězdenský |
| Józef Michalski                                                             | 8. 1. 1958 - 6. 9. 1958                           | kapitulní vikář |
| Wilhelm Pluta                                                               | 6. 9. 1958 - 28. 6. 1972                          | administrátor a pomocný biskup hnězdenský, od 25. 5. 1967 apoštolský administrátor a pomocný biskup gorzowský                                  |
| Diecézní biskupové gorzowští (1972-1992) a zelenohorsko-gorzowští (od 1992) |                                                   | |
| Wilhelm Pluta                                                               | 28. 6. 1972 - 22. 1. 1986                         | zemřel |
| Paweł Socha                                                                 | 23. 1. 1986 - 20. 10. 1986                        | administrátor |
| Józef Michalik                                                              | 4. 10. 1986 - 23. 4. 1993                         | poté arcibiskup přemyšlský |
| Paweł Socha                                                                 | 23. 4. 1993 - 19. 7. 1993                         | administrátor |
| Adam Dyczkowski                                                             | 19. 7. 1993 - 29. 12. 2007                        | poté emeritní biskup |
| Stefan Regmunt                                                              | 29. 12. 2007 - dosud                              | |
| Pomocní biskupové v diecézi opolské                                         |                                                   | |
| Jerzy Stroba                                                                | 4. 7. 1958 - 28. 6. 1972                          | pomocný biskup hnězdenský přidělený do gorzowského ordinariátu, od 1967 pomocný biskup gorzowský, poté diecézní biskup štětínsko-kamieńský     |
| Ignacy Jeż                                                                  | 20. 5. 1960 - 28. 6. 1972                         | pomocný biskup hnězdenský přidělený do gorzowského ordinariátu, od 1967 pomocný biskup gorzowský, poté diecézní biskup koszalinsko-kolobřežský |
| Paweł Socha, C. M.                                                          | 20. 11. 1973 - dosud                              | |
| Edward Dajczak                                                              | 15. 12. 1989 - 23. 6. 2007                        | poté diecézní biskup koszalinsko-kolobřežský                                                                                                   |